# Codi ATC N04
El  codi ATC N04, descrit com Antiparkinsonians, és una subgrup terapèutic de l'Anatomical, Therapeutic, Chemical Classification System (ATC). La classificació ATC és un sistema de codis alfanumèric desenvolupat per l'Organització Mundial de la Salut (OMS) per als fàrmacs i altres productes sanitaris. El subgrup N04 és part del grup anatòmic N Sistema nerviós.

Els codis per a ús veterinari (codis ATCvet) poden han estat creats afegint la lletra Q davant dels codis ATC humans: QN04... 
Les adaptacions estatals de la classificació ATC poden incloure codis addicionals no presents en aquesta llista, que segueix la versió de l'OMS.

## N04A Agentsanticolinèrgics
N04A A Amines terciàries
N04A B Èsters químicament relacionats amb antihistamínics
N04A C Èsters de tropina o derivats de la tropina

## N04B Agentsdopaminèrgics
N04B A Dopa i derivats de la dopa
N04B B Derivats de l'adamantà
N04B C Agonistes dopaminèrgics
N04B D Inhibidors de la monoamino oxidasa tipus B
N04B X Altres agents dopaminèrgics